# Liste der Fernsehsender in den Vereinigten Staaten

Dies ist eine Liste der Fernsehsender in den USA. Es gibt noch deutlich mehr, denn beinahe jede größere Kleinstadt in den USA hat ihren eigenen Fernsehsender (Ballungsraumfernsehen). Die USA haben derzeit das größte Angebot an regionalen und überregionalen Fernsehsendern (engl. TV stations) weltweit. Viele dieser Sender sind Affiliates der großen Fernsehnetzwerke (engl. Networks), strahlen also zu vereinbarten Zeiten das Programm des Partners aus.
Diese Liste enthält sowohl Networks (terrestrische wie auch Cable-Networks), als auch Einzelsender; dies wird dem deutschen Sprachgebrauch, der beides als „Fernsehsender“ bezeichnet, gerecht, entspricht aber nicht amerikanischen Gepflogenheiten, die hier stets unterscheiden.

## 0–9
- 13th Street

## A
- ABC - American Broadcasting Company
- ABC News
- ABC Family
- ABC NewsNow
- AccuWeather TV
- A&E Network
- Animal Planet
- Altitude Sports & Entertainment
- America’s Store
- AMC

## B
- BET - Black Entertainment Television
- Bravo
- Boomerang
- The Biography Channel
- BBC America
- Bloomberg Television
- BYU TV - Brigham Young University TV

## C
- CBS - Columbia Broadcasting System
- CMT - Country Music Television
- Comedy Central
- Cartoon Network
- CNN - Cable News Network
- CNN Pipeline
- CNN-SI
- CNN AirportNews
- CNN fn
- CNN NewSource
- CNN White House
- Court TV
- CNBC
- CNBC World
- C-SPAN - Cable-Satellite Public Affaires Network
- C-SPAN 2
- CineMax
- CSTV - College Sports Television
- Comcast SportsNet
- Christian Media Network
- Church Channel
- The CW

## D
- Discovery Channel
- Discovery Family
- Discovery Life
- Disney Channel
- DIY Network
- Daystar
- DW-TV: Deutsche Welle TV
- Disney XD

## E
- ESPN - Entertainment and Sports Programming Network
- ESPN Classic
- ESPN 2
- ESPNEWS
- Estrella TV
- Encore (PPV)
- Educating Everyone
- EWTN
- Empire Sports Network

## F
- Fox Broadcasting Company
- Fox Movie Channel
- Fox Sports World
- Fox News Channel
- Fox Reality
- Food Network
- Flix
- Fine Living
- Fit TV
- Fuel
- Fuse
- FX Network
- FXX
- Fluxx

## G
- GAC - Great American Country
- Galavision
- God Channel
- Guardian TV Network
- Golf Channel
- Great American Country
- GSN
- GOL TV

## H
- HBO - Home Box Office (PPV)
- HBO HDTV
- HBO Latino
- HBO Signature
- HBO 2
- HBO Comedy
- HBO Family
- History Channel
- HGTV - Home and Gardening Television
- Hallmark Channel
- Headline News
- History International
- HITN-TV
- Home Shopping Network

## I
- i - i: Independent Television (ehemals PAX)
- Imagen
- Infinito
- I-Shop Networks
- Independent Film Channel
- Investigation Discovery

## J
- Jewellery Television
- Jesus Satellite TV

## K
- KLEE-TV (1949/50 auf Sendung)
- KTLA - Regionalkanal Los Angeles
- KCRG - Regionalkanal in Iowa

## L
- Logo
- Law Enforcement TV
- Liberty Channel
- Liberty TV
- Lifetime Television
- Lifetime Movie Network
- Link TV

## M
- MTV
- MTV2
- MSNBC
- The Movie Channel
- mun2
- MGM Gold - Metro Goldwyn Meyer Gold
- MTVu
- MSG - Madison Square Garden (Heute USA Network)
- Military Channel
- More MAX
- myNetworkTV

## N
- NBC - National Broadcasting Company
- National Geographic Channel
- Nickelodeon
- Noggin/The N
- Nicktoons
- Nick Jr.
- Nick at Nite
- NASA TV
- NBA TV
- New England Sports Network
- Newsworld International
- NFL Network
- NY-1
- National Educational Television (NET)

## O
- One America News Network (OAN, OANN)
- Outdoor Channel
- OLN - Outdoor Life Network
- Oxygen
- Outer Max
- Oprah Winfrey Network - OWN

## P
- Prime
- Palladia
- PBS - Public Broadcasting Service
- PBS Kids
- PBS You
- PAX - PAX Network (auch PAX TV), kurz für Paxson
- Pentagon Channel - in Europa via Hotbird frei empfangbar
- Playboy TV
- Polvision - polnischsprachig

## Q
- QVC - Quality, Value, Convenience

## R
- RetroPlex HD
- Recovery Network
- Reformation Channel
- Rang a Rang
- RFD-TV

## S
- Spike (ehemals TNN)
- SEC Network
- Showtime
- Showtime 2
- Showtime Extreme
- The Sundance Channel
- The Sports Network
- The Science Channel
- Starz (Fernsehsender)
- Starz-Action
- Starz-BLACK STARZ!
- Starz-Encore
- Starz-Love Stories
- Starz-Mystery
- Starz-True Stories
- Starz-WAM!
- Starz-Westerns
- Starz-Theater
- Shop At Home
- Shop NBC
- SOAPnet
- Speed Channel
- Sun Sports
- Superstation WGN
- Syfy (ehemals Sci-Fi Channel)

## T
- The Tennis Channel
- TLC - The Learning Channel
- TNN - The Nashville Network (neu Spike TV)
- TNT - Turner Network Television
- TBS - Turner Broadcasting System (ehemals TBS Superstation)
- TCM - Turner Classic Movies
- TeenNick
- Toon Disney
- Travel Channel
- TV Guide Channel
- TBN - Trinity Broadcasting Network
- TV One
- TVG - The Interactive Horseracing Network
- TV Land
- TV Martí
- Turner South
- Tr3s
- Trio
- Telemundo
- The Travel Channel

## U
- USA Network
- UniMás
- Univision
- University House

## V
- VH1
- VH1 Classic
- VH1 Megahits
- VH1 Soul
- VHUno
- VH1 Country (jetzt CMT Pure Country)
- Voice of America
- Vision of Asia

## W
- WABC-TV
- The CW - (ehemals The WB)
- WB-Kids
- WBRC
- The Weather Channel
- WDBJ7
- WE - Women’s Entertainment
- The World
- World Harvest Television
- WGN America
- WNBC 4 New York
- WWE Network

## X
- XXXcite
- XY TV

## Y
- Yes Network

## Z
- Zee Cinema
- Zee TV
- Z Channel